# Patrick Kos
Patrick Kos (* 21. September 1986 in Alkmaar) ist ein ehemaliger niederländischer Radrennfahrer.

## Sportliche Laufbahn
2002 wurde Patrick Kos niederländischer Vize-Meister im Einzelzeitfahren auf der Straße in der Jugendklasse. 2003 wurde er Niederländischer Junioren-Meister im Punktefahren auf der Bahn, im Jahr darauf Junioren-Meister im Scratch und konnte weitere Podiumsplätze belegen. 2007 gewann er das Straßenrennen Groeistad Klassiker in Amersfoort. 2008 wurde er Dritter der Niederländischen Meisterschaften im Dernyrennen.
2009 gewann Patrick Kos gemeinsam mit Arno van der Zwet den UIV-Cup in Alkmaar, einem Nachwuchswettbewerb für Sechstagefahrer. Sechs Mal wurde er niederländischer Meister im Steherrennen sowie 2010 europäischer Vizemeister auf seiner Hausbahn in Alkmaar. Am 17. September 2011 errang er auf der Radrennbahn Reichelsdorfer Keller in Nürnberg den Titel des Steher-Europameisters hinter dem Schrittmacher Willem Fack. 2014 belegte er bei den Steher-Europameisterschaften Rang drei.
2018 beendete Kos seine Radsportlaufbahn.
Patrick Kos ist der Sohn des Steher-Weltmeisters von 1981, René Kos, der zuweilen auch als sein Schrittmacher fungierte.

## Erfolge

### Bahn
2003
- Niederländischer Juniorenmeister – Punktefahren

2004
- Niederländischer Juniorenmeister – Scratch

2009
- Niederländischer Meister – Steherrennen (hinter Willem Fack)

2010
- Europameisterschaft – Steherrennen
- Niederländischer Meister – Steherrennen (hinter Willem Fack)

2011
- Europameister – Steherrennen (hinter Willem Fack)
- Niederländischer Meister – Steherrennen (hinter Willem Fack)

2013
- Niederländischer Meister – Steherrennen (hinter Willem Fack)

2014
- Europameisterschaft – Steherrennen

2015
- Niederländischer Meister – Steherrennen (hinter Willem Fack)

2016
- Niederländischer Meister – Steherrennen (hinter Willem Fack)

### Straße
2014
- zwei Etappen Tour du Cameroun

## Teams
- 2006 Team Löwik Meubelen
- 2008 Ubbink-Syntec Cycling Team
- 2009 Koga Cycling Team
- 2010 Koga Cycling Team
- 2014 Airgas Cycling